# Cathédrale Saint-Pierre-et-Saint-Paul de Brno
Pour les articles homonymes, voir Cathédrale Saint-Pierre-et-Saint-Paul.
La cathédrale de Saints-Pierre-et-Paul est située à Brno, sur la colline Petrov dans le quartier de Brno-Centre. Elle est un monument culturel national  et l'un des monuments architecturaux les plus importants de Moravie du Sud. L'intérieur est le plus souvent de  style baroque, tandis que l'extérieur impressionnant avec deux tours de 84 mètres de haut, construite entre 1904 et 1905 par l'architecte Auguste Kirstein, est dans un style néogothique. 
Au-dessus de l'entrée principale de la cathédrale sur le fronton est inscrit la citation latine de l’Évangile selon Matthieu :

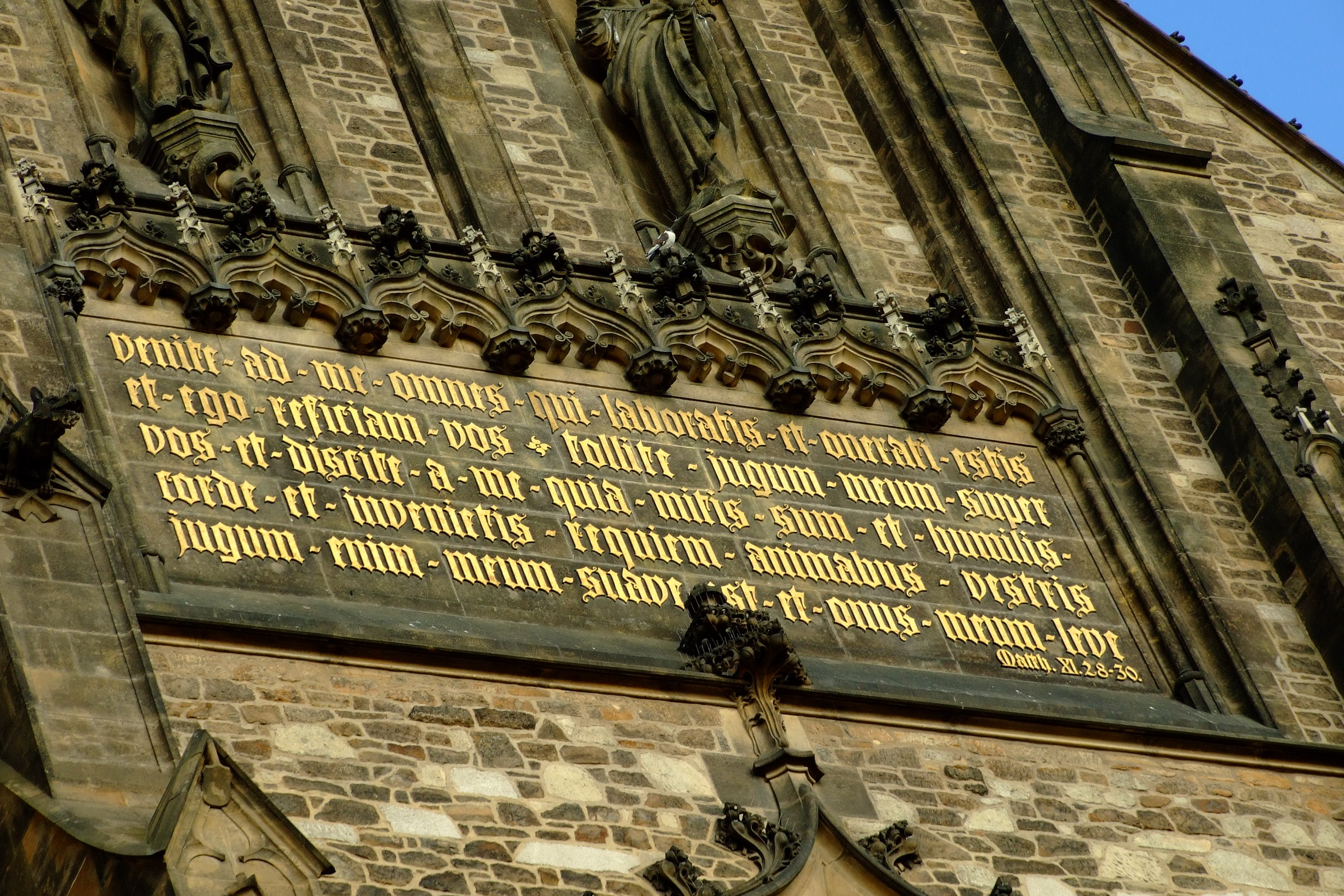
Citation de la Évangile selon Matthieu sur le fronton de la Cathédrale de Saint-Pierre-et-Paul

« Venite ad me omnes qui laboratis et onerati estis / et ego reficiam vos tollite iugum meum super / vos et discite a me quia mitis sum et humilis / corde et invenietis requiem animabus vestris / iugum enim meum suave est et onus meum leve est. »

« Venez à moi, vous tous qui peinez sous le poids du fardeau, et moi, je vous procurerais le repos. Prenez sur vous mon joug, devenez mes disciples, car je suis doux et humble de cœur, et vous trouverez le repos. Oui, mon joug est facile à porter, et mon fardeau, léger. »

— Évangile selon Matthieu 11, 28-30

## Histoire
Le début de la construction de la cathédrale des Saints-Pierre-et-Paul date des XIe – XIIe siècles, sur l’emplacement d’une ancienne chapelle romane, sous le règne de Conrad II de Bohême. La fin du XIIIe siècle a vu la poursuite de la construction de la chapelle romane, dont les restes ont récemment été découverts lors de fouilles archéologiques de la cathédrale et sont désormais accessibles au public.
L’église a été gravement endommagée à plusieurs reprises, notamment pendant la guerre de Trente Ans, où elle fut fort endommagée par des canons suédois du général Lennart Torstenson et elle brûla entièrement, ses tours s’écroulèrent.
Durant la reconstruction au XVIIIe siècle, l’intérieur de l’église fut mis au goût du jour dans le style baroque alors fort populaire sous la direction de l’architecte Maurice Grimm. Cela s’est traduit principalement par la mise en place de nouveaux autels latéraux, et également par la suppression d'une grande partie des éléments gothiques de l’intérieur.
La forme de l’autel principal date de la fin du XIXe siècle, quand l'ancien, de style baroque, a été remplacé par un de style néo-gothique : autel en bois fait par le sculpteur viennois Josef Leimera de 1891, qui dépeint la crucifixion du Christ, la partie inférieure représentant l’ensemble des douze apôtres. Les tours caractéristiques d’aujourd’hui ont été construites seulement en 1901-1909 par l’architecte viennois August Kirstein.

## Numismatique
La cathédrale Saint-Pierre-et-Saint-Paul de Brno est représentée sur la pièce de 10 couronnes tchèques depuis 1993.

## Galerie photo

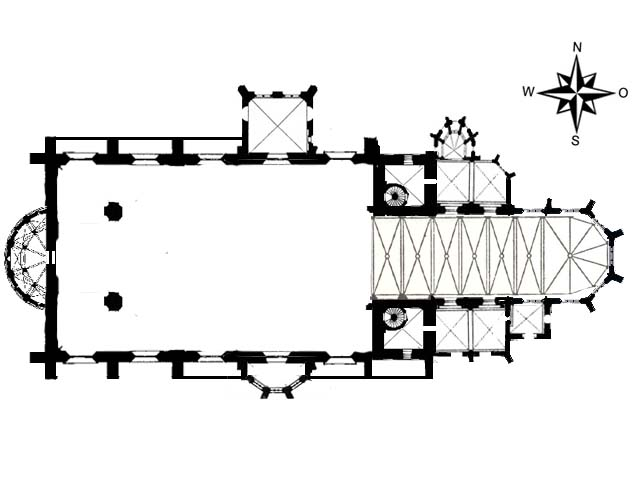
Plan de la cathédrale
Tombeau de l’évêque Vaclav Urbana Stufflera
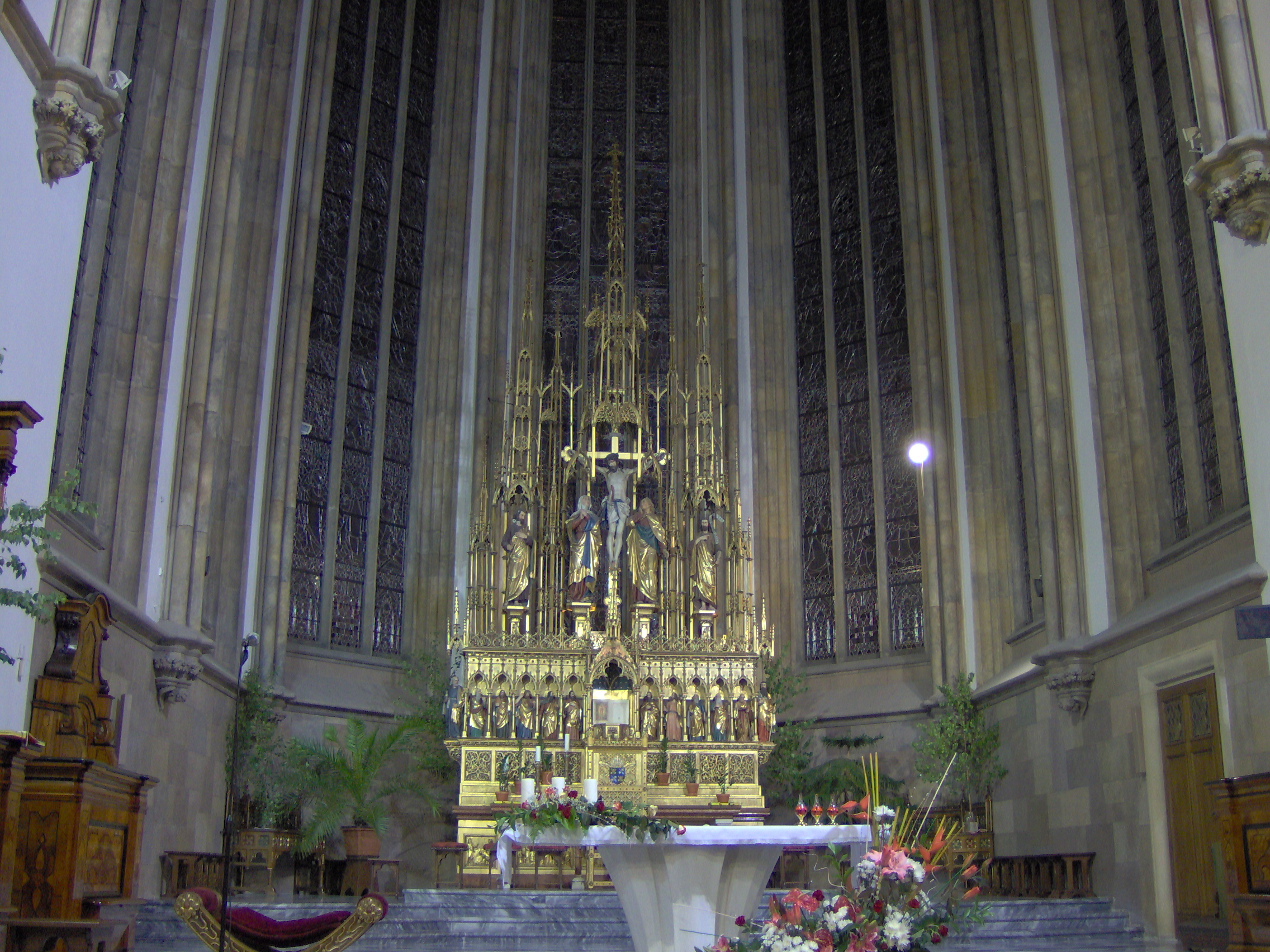
Autel de la Cathédrale
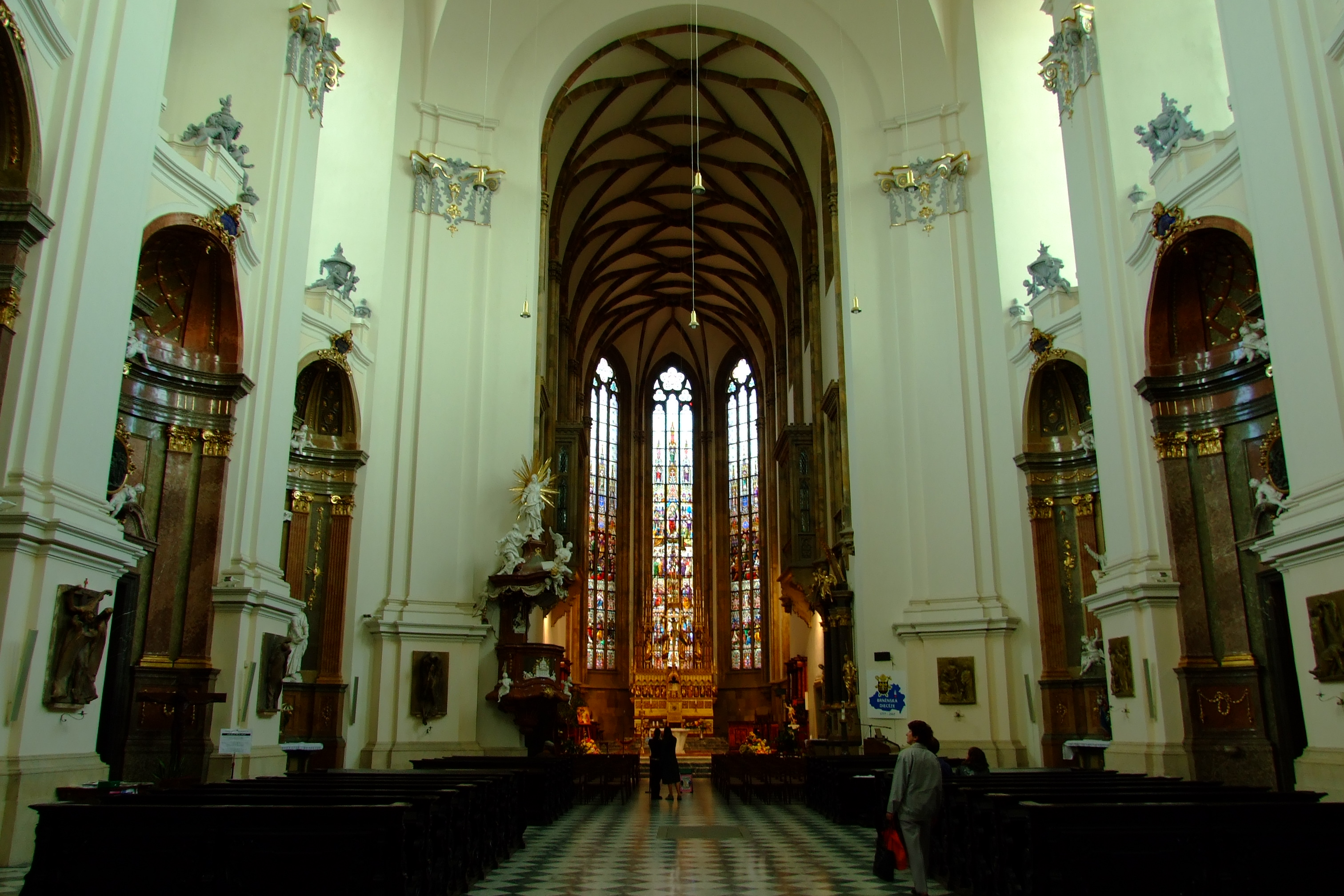
L’intérieur de la cathédrale
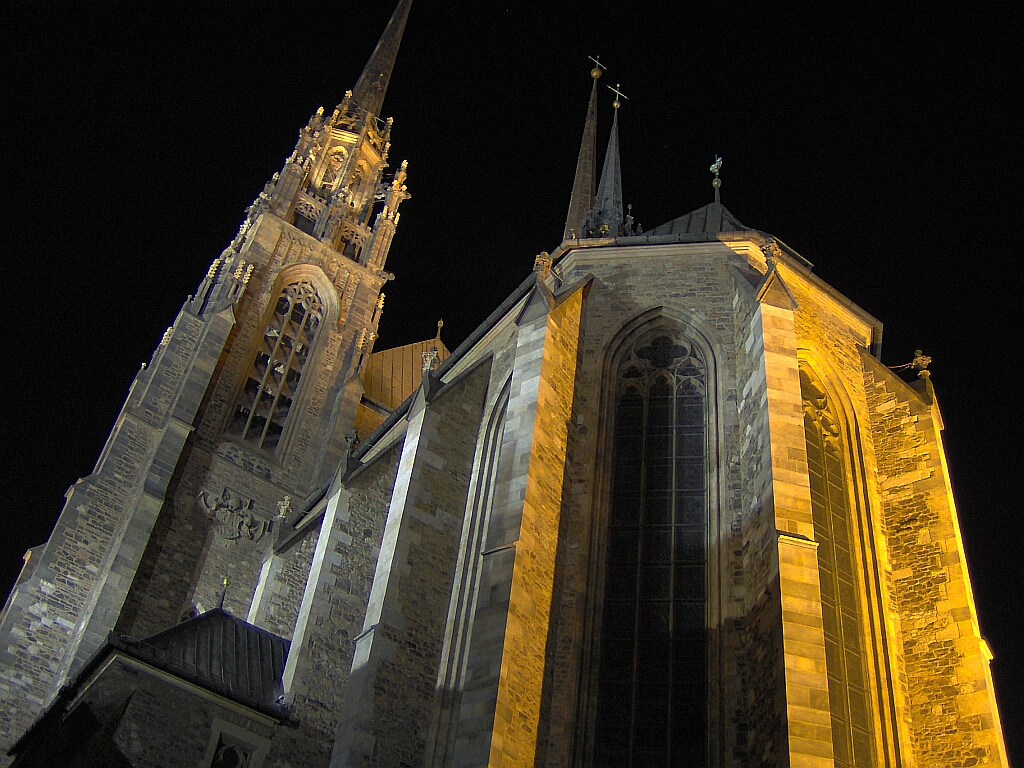
La cathédrale vue de nuit
La cathédrale vue de jour
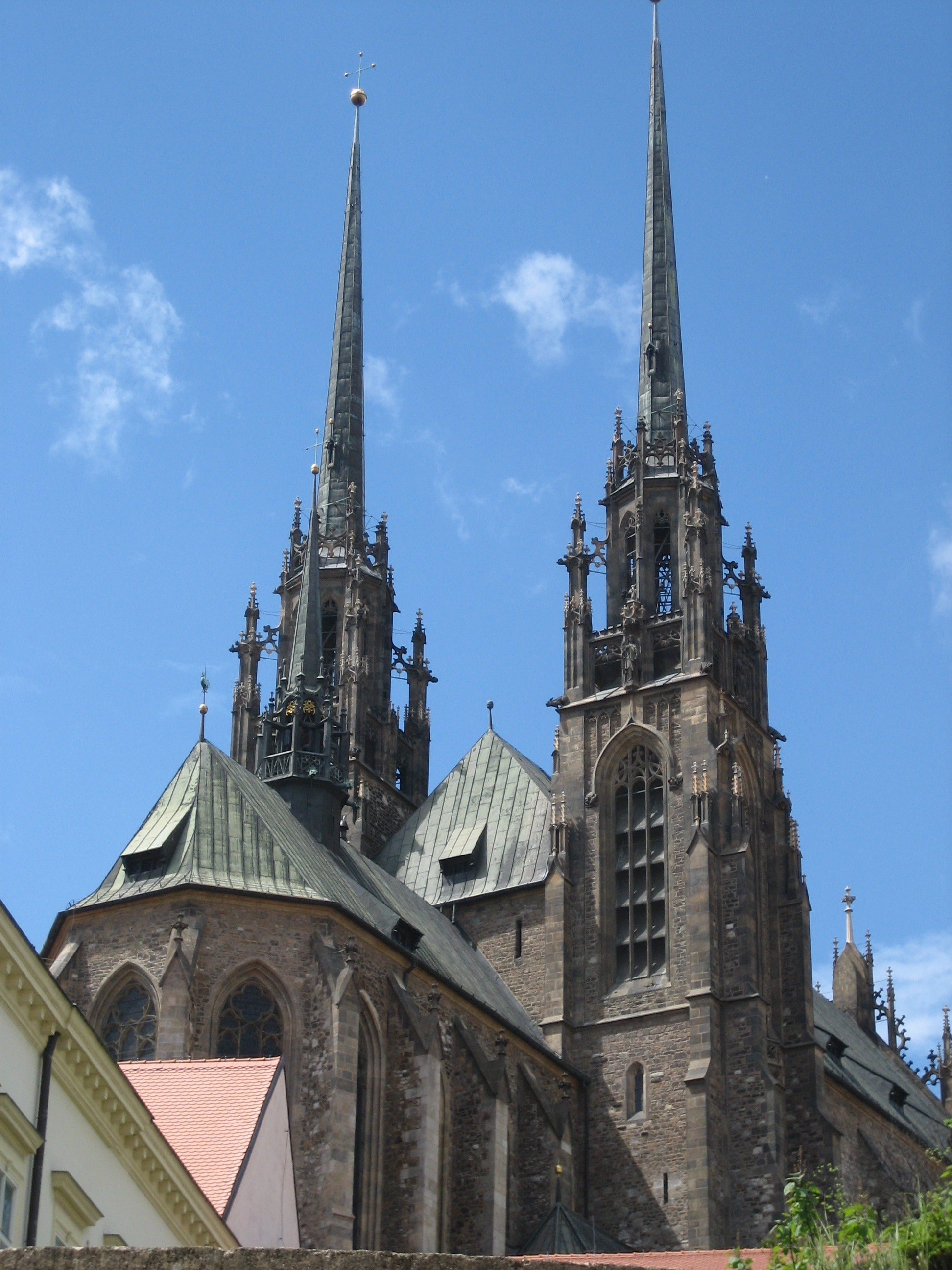
Vue de la Cathédrale

## Sources
- (cs) Cet article est partiellement ou en totalité issu de l’article de Wikipédia en tchèque intitulé « Katedrála svatého Petra a Pavla » (voir la liste des auteurs).